# Dia Mundial da Diversidade Cultural para o Diálogo e o Desenvolvimento
O Dia Mundial da Diversidade Cultural para o Diálogo e o Desenvolvimento foi estabelecido pela Organização das Nações Unidas (ONU) e celebra-se em 21 de maio.

## História
O Dia Mundial da Diversidade Cultural, Diálogo e Desenvolvimento foi estabelecido em novembro de 2001 pela Assembleia Geral das Nações Unidas após a Declaração Universal sobre a Diversidade Cultural da Unesco. Seu objetivo é promover diversidade cultural, diálogo e  desenvolvimento. Ele está sendo realizado em 21 de maio.